# 23280 Laitsaita
23280 Laitsaita là một tiểu hành tinh vành đai chính với chu kỳ quỹ đạo là 1225.6842544 ngày (3.36 năm).
Nó được phát hiện ngày 30 tháng 12 năm 2000.